# Carol White (actrice anglaise)
Pour les articles homonymes, voir White.
Carol White est une actrice anglaise, née le 1er avril 1943 à Londres au Royaume-Uni et morte le 16 septembre 1991 à Miami en Floride.

## Filmographie

### Films
- 1956 : Circus Friends de Gerald Thomas
- 1959 : Le collège s'en va-t-en guerre (Carry On Teacher) de Gerald Thomas
- 1960 : Quand gronde la colère  (Never Let Go) de John Guillermin : Jackie
- 1960 : Linda de Don Sharp : Linda
- 1961 : Matter of Who de Don Chaffey : Beryl
- 1961 : Man in the Back Seat de Vernon Sewell : Jean
- 1962 : Gaolbreak de Francis Searle
- 1962 : The Boys de Sidney J. Furie : Evelyn May
- 1962 : Village of Daughters de George Pollock : Natasha Passoti (Une fille)
- 1967 : Qu'arrivera-t-il après ? de Michael Winner : Georgina Elben
- 1967 : Pas de larmes pour Joy de Ken Loach : Joy
- 1967 : Les Femmes préhistoriques  (Slave Girls) de Michael Carreras : Gido
- 1968 : L'Homme de Kiev de John Frankenheimer : Raisl
- 1969 : La Boîte à chat  de Mark Robson : Cathy Palmer
- 1970 : Le Tombeur de John Krish : Jody Pringle
- 1971 : Rio Verde de Andrew V. McLaglen : Dover McBride
- 1971 : Dulcima de Frank Nesbitt : Dulcima Gaskain
- 1972 : Made de John Mackenzie : Valerie Marshall
- 1973 : Sleeping Beauty (Some Call It Loving) de James B. Harris : Scarlett
- 1977 : Le Piège infernal de Michael Apted : Jill
- 1983 : Nutcracker de Anwar Kawadri : Margaux Lasselle

### Séries télévisées
- 1974 : Hawaï police d'État (saison 7, épisode 10 : Une arme pour McGarrett (A Gun for Mcgarrett)) : Marni Howard
- 1961 : Chapeau melon et bottes de cuir (saison 1, épisode 2 :Brought to Book) : Jackie